# Новомихайловское (деревня, Москва)
Новомихайловское — деревня в Троицком административном округе Москвы  (до 1 июля 2012 года в составе Подольского района Московской области). Входит в состав поселения Михайлово-Ярцевское.

## Население
Согласно Всероссийской переписи, в 2002 году в деревне проживало 44 человека (17 мужчин и 27 женщин). По данным на 2005 год в деревне проживало 59 человек.

## Расположение
Деревня Новомихайловское расположена примерно в 23 км к западу от центра города Подольска. Ближайшие населённые пункты — село Михайловское, посёлок Шишкин Лес и деревня Исаково. В километре к востоку от деревни проходит Московское малое кольцо. Рядом протекает река Пахра.

## Достопримечательности
В деревне Новомихайловское расположена усадьба «Михайловское», построенная в конце XVIII века генерал-аншефом М. Н. Кречетниковым. В бывшей колокольне усадьбы устроена часовня. Комплекс усадьбы «Михайловское» имеет статус объекта культурного наследия федерального значения.